# Boophis arcanus
A Boophis arcanus a kétéltűek (Amphibia) osztályába, a békák (Anura) rendjébe és az aranybékafélék (Mantellidae) családjába tartozó faj.

## Előfordulása
A faj Madagaszkár endemikus faja. A Ranomafana Nemzeti Parkban, 577 m-es magasságon fedezték fel.